# وارطان پاشیکیان
وارطان گغامی پاشیکیان (ارمنی: Վարդան Գեղամի Փաշիկյան؛ زادهٔ ۱۷ فوریهٔ ۱۹۴۷) یک  سیاستمدار اهل ارمنستان است که از تاریخ ۱۹۹۰ تا تاریخ ۱۹۹۵ سمت نمایندگی دوره اول شورای عالی جمهوری ارمنستان را برعهده داشت.

## زندگی‌نامه
در ۱۷ فوریهٔ ۱۹۴۷ در ارمنستان به دنیا آمد . 